# نیکلاس استرن، بارون استرن برنتفورد
نیکلاس استرن، بارون استرن برنتفورد (انگلیسی: Nicholas Stern, Baron Stern of Brentford؛ زادهٔ ۲۲ آوریل ۱۹۴۶) یک سیاست‌مدار اهل بریتانیا است. او از ۲۰۱۳، پرزیدنت (رئیس) آکادمی بریتانیایی است.